# Trogulus huberi
Espèce
Trogulus huberi est une espèce d'opilions dyspnois de la famille des Trogulidae.

## Distribution
Cette espèce est endémique du Portugal. Elle se rencontre en Algarve et en Alentejo.

## Description
Les mâles mesurent de 10,45 à 10,8 mm et la femelle 11,8 mm.

## Systématique et taxinomie
Cette espèce a été décrite par Schonhöfer et Martens en 2008.

## Étymologie
Cette espèce est nommée en l'honneur de Siegfried Huber.

## Publication originale
- Schonhöfer & Martens, 2008 : « Revision of the genus Trogulus Latreille: the Trogulus coriziformis species-group of the western Mediterranean (Opiliones: Trogulidae). » Invertebrate Systematics, vol. 22, p. 523–554.